# Liste des sentiers de grande randonnée de pays
Pour les articles homonymes, voir Liste des sentiers de grande randonnée de France.
Pour un article plus général, voir Sentier de grande randonnée de pays.

Balise des GR de pays.

Cet article donne la liste des sentiers de grande randonnée de pays (GRP) recensés par la Fédération française de la randonnée pédestre (FFRp) classés par région française et par département selon l'index publié par l'Institut national de l'information géographique et forestière (IGN).

## Auvergne-Rhône-Alpes

### Ain
- GRP Balcon du Valromey
- GRP de la Vallée de l'Ain au Pays de Cerdon
- GRP du Beaujolais au Bugey par la Dombes
- GRP Grand Tour de la Valserine
- GRP Tour du Pays de Lhuis et d'Izieu
- GRP Tour du Revermont
- GRP Tour du Valromey

### Allier
- GRP du Val de Sioule
- GRP Sur les pas des Maîtres Sonneurs

### Ardèche
- GRP de la Haute Cévenne d'Ardèche
- GRP de la Haute Vallée de Cèze
- GRP Le Cèvenol
- GRP Le Pays de Vernoux
- GRP Tour de la Montagne ardéchoise
- GRP Tour du Bassin d'Annonay
- GRP Tour du Massif Mézenc - Gerbier-de-Jonc
- GRP Tour du Tanargue

### Cantal
- GRP de Saint-Flour
- GRP de Sumène Artense
- GRP Lo Camin d'Olt
- GRP Tour des Monts d'Aubrac

### Drôme
- GRP Drôme des Collines
- GRP Grand Tour de la Gervanne
- GRP Tour de la Vallée de la Roanne
- GRP Tour des Baronnies provençales
- GRP Tour des Monts du Matin
- GRP Tour du Buëch
- GRP Tour du Dévoluy
- GRP Tour du Pays de Dieulefit
- GRP Tour de Buëch-Méouge
- GRP Tour du Vercors Drômois

### Isère
- GRP Drôme des Collines
- GRP Tour de Chartreuse
- GRP Tour des Coulmes
- GRP Tour des lacs des 7 Laux
- GRP Tour des Petites Roches
- GRP Tour des Quatre Montagnes
- GRP Tour du Pays d'Allevard
- GRP Tour du Pays de Saint-Marcellin et de Saint-Antoine l'Abbaye
- GRP Tour du Vercors Drômois
- GRP Tullins-Vinay

### Loire
- GRP Sentier des Gorges de la Loire du Velay au Forez
- GRP Sentier des Gorges de la Loire

### Haute-Loire
- GRP Autour d'Issoire
- GRP de Saint-Flour
- GRP Sentier des Gorges de la Loire
- GRP Sentier des Gorges de la Loire du Velay au Forez
- GRP Robe de Bure et Cotte de Mailles
- GRP Tour du Massif Mézenc - Gerbier-de-Jonc

### Puy-de-Dôme
- GRP Tour en Dauphiné d'Auvergne - Boucle d'Issoire
- GRP Tour de la Reine Margot

### Rhône et métropole de Lyon
- GRP du Beaujolais au Bugey par la Dombes
- GRP Métropole de Lyon par les forts[2]
- GRP Monts et Côteaux du Lyonnais[2]
- GRP Tour des Monts du Lyonnais
- GRP Tour du Beaujolais des Pierres dorées[2]

### Savoie
- GRP Tour de Chartreuse
- GRP Tour de la Haute-Tarentaise
- GRP Tour de la Haute-Maurienne
- GRP Tour du Beaufortain[3]
- GRP Tour du Lac d'Annecy
- GRP Tour du Mont-Thabor
- GRP Tour du Pays du Mont-Blanc
- Réseau GRP Massif des Bauges

### Haute-Savoie
- GRP Littoral du Léman
- Réseau GRP Massif des Bauges
- GRP Massif de Tournette-Aravis
- GRP Tour des Dents Blanches
- GRP Tour du Lac d'Annecy
- GRP Tour du Pays du Mont-Blanc

## Bourgogne-Franche-Comté

### Côte-d'Or
- GRP des Grands Crus
- GRP des Maquisards
- GRP Au fil des Vignes et des Vallées
- GRP Tour du Morvan

### Doubs
- GRP Ceinture de Besançon
- GRP des 7 Rivières
- GRP Tour du Pays de Montbéliard
- GRP Entre Loue et Lison au Pays de Courbet

### Jura
- GRP de la Bresse Comtoise
- GRP de Haute-Joux - Mont Noir et de la région de Champagnole
- GRP Entre Loue et Lison au Pays de Courbet
- GRP Tour de la Haute-Bienne
- GRP Tour de la Vallée de la Saine
- GRP Tour du Haut-Jura Sud
- GRP Tour du Lac de Vouglans
- GRP Tour du Plateau de Nozeroy - Haute vallée de l'Ain
- GRP Tour du Revermont

### Nièvre
- GRP des Méandres de l'Yonne
- GRP Tour de l'Avallonnais
- GRP Tour du Morvan

### Saône-et-Loire
- GRP Au fil des Vignes et des Vallées
- GRP Tour du Morvan

### Yonne
- GRP de l'Orvanne
- GRP de Saint-Jacques
- GRP des Méandres de l'Yonne
- GRP des Vins et Fromages
- GRP du Lunain
- GRP Rétif de la Bretonne
- GRP Tour de l'Avallonnais

### Territoire de Belfort
- GRP Randonnée des Forts

## Bretagne

### Côtes-d'Armor
- GRP Au Pays des Toileux
- GRP Entre Gouët et Gouessant
- GRP Petit circuit du Mené
- GRP Tour de Penthièvre Nord
- GRP Tour de Penthièvre Sud
- GRP Tour du Poudouvre
- GRP Tour du Pays de Morlaix

### Finistère
- GRP Tour du Sud du Pays Bigouden
- GRP Tour de la Presqu'île de Crozon
- GRP Tour des Portes de Cornouaille
- GRP Tour du Cap Sizun
- GRP Tour du Pays d'Iroise
- GRP Tour du Pays de Morlaix

### Ille-et-Vilaine
- GRP Tour Les Marches de Bretagne
- GRP Tour de Brocéliande
- GRP Tour du Poudouvre
- GRP Tour du Pays Malouin

### Morbihan
- GRP Scorff - Blavet - Océan
- GRP Vannes-Lanvaux

## Centre-Val de Loire

### Cher
- GRP de Sologne
- GRP de la Champagne berrichonne
- GRP Sur les pas des Maîtres Sonneurs

### Eure-et-Loir

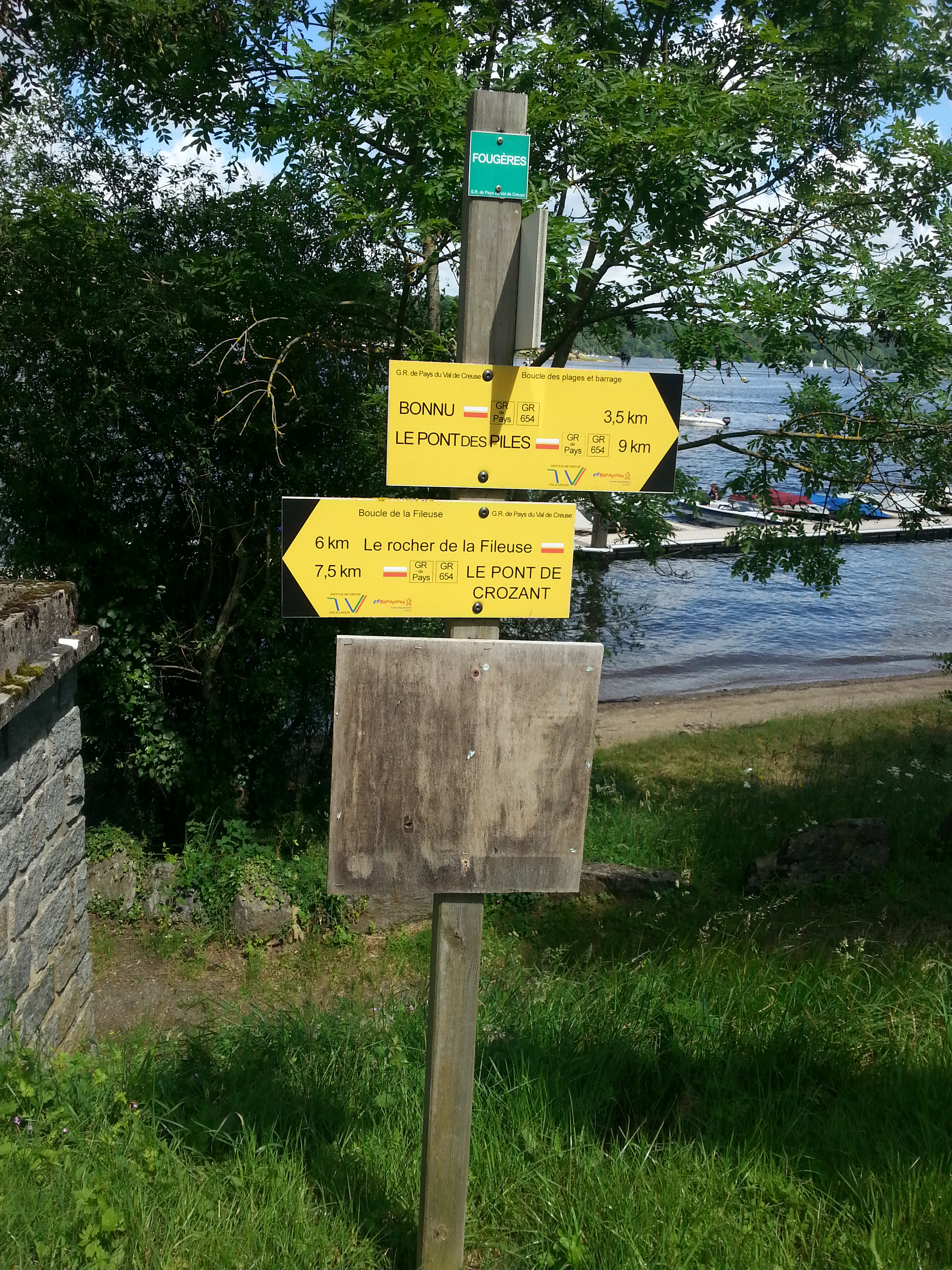
GRP Val de Creuse - Panneau Fougères.

- GRP d'Avre et d'Iton
- GRP des Yvelines
- GRP Vallée de l'Eure

### Indre
- GRP de la Brenne
- GRP de Valençay
- GRP de la Champagne berrichonne
- GRP Sur les pas des Maîtres Sonneurs
- GRP Val de Creuse

### Indre-et-Loire
- GRP Castelvalérie
- GRP Côteaux de Bourgueil
- GRP de châteaux en châteaux entre la Loire et le Cher
- GRP Touraine Sud

### Loir-et-Cher
- GRP de châteaux en châteaux entre la Loire et le Cher
- GRP de Sologne
- GRP Perche vendômois, Vallée du Loir
- GRP Sentier historique de la Vallée des Rois

### Loiret
- GRP de Sologne
- GRP Gâtinais
- GRP Sentier historique de la Vallée des Rois

## Grand-Est

### Aube
- GRP Au pays de Gaston Bachelard
- GRP de Saint-Jacques
- GRP des Deux Bar
- GRP des Vallées de la Sarce et de l'Hozain
- GRP des Vins et Fromages
- GRP du Champagne de la Vallée de l'Ource
- GRP du Cidre
- GRP Plaines et collines autour de Troyes
- GRP Thibauld de Champagne
- GRP Tour des Forêts d'Othe
- GRP Tour des Lacs
- GRP Tour des Maquisards

### Haute-Marne
- GRP Marie Calvès[4]
- GRP Marne et Rognon

### Marne
- GRP de l'Ardre
- GRP de la Côte des Blancs
- GRP Entre Marne et Champagne
- GRP Haute Vallée du Petit Morin
- GRP Montagne de Reims
- GRP Thibauld de Champagne

### Meurthe-et-Moselle
- GRP Autour de Nancy
- GRP de la Déodatie
- GRP Entre Côtes de Moselle et Côtes de Meuse

### Meuse
- GRP au Pays de Jeanne d'Arc
- GRP aux Marches de Meuse
- GRP de la Wöevre
- GRP des Hauts de Meuse
- GRP du Surmelin
- GRP Entre Côtes de Moselle et Côtes de Meuse
- GRP Val de Meuse

### Moselle
- GRP Entre Côtes de Moselle et Côtes de Meuse

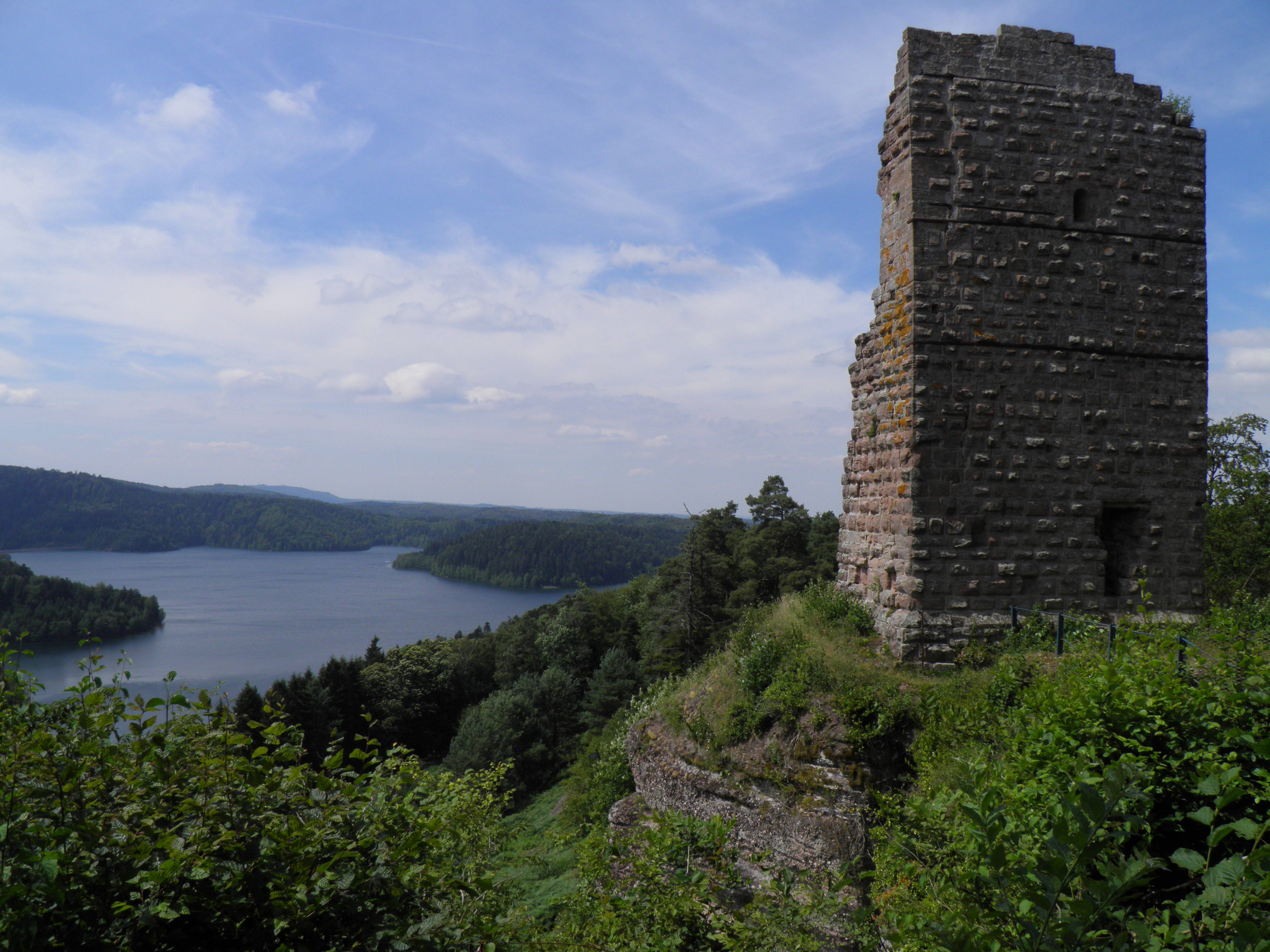
GR de Pays de la Déodatie - château et lac de Pierre-Percée.

### Bas-Rhin
- GRP Tour du Pays de la Zorn

### Vosges
- GRP de Jeanne d'Arc
- GRP de la Déodatie
- GRP Tour de l'Ouest des Vosges
- GRP Tour de la Vologne

## Hauts-de-France

### Aisne
- GRP Tour de Surmelin
- GRP Tour de l'Omois
- GRP Tour du Noyonnais

### Nord
- GRP Bassin minier Nord - Pas-de-Calais
- GRP Tour du Cambrésis
- GRP Tour de l'Avesnois
- GRP Monts de Flandre

### Oise
- GRP Forêts de Haute-Normandie
- GRP Tour du Noyonnais

### Pas-de-Calais
- GRP Tour du Bassin minier Nord - Pas-de-Calais
- GRP Canche-Authie
- GRP Ceinture de Boulogne
- GRP Tour de l'Artois
- GRP Tour du Ternois Nord
- GRP Tour du Ternois Sud[5]
- GRP Tour de la Lys
- GRP Tour du Boulonnais
- GRP Tour du Calaisis
- GRP Tour de l'Audomarois
- GRP Tour Haut Pays

### Somme
- GRP Bataille de la Somme
- GRP Canche-Authie
- GRP Forêts de Haute-Normandie

## Île-de-France

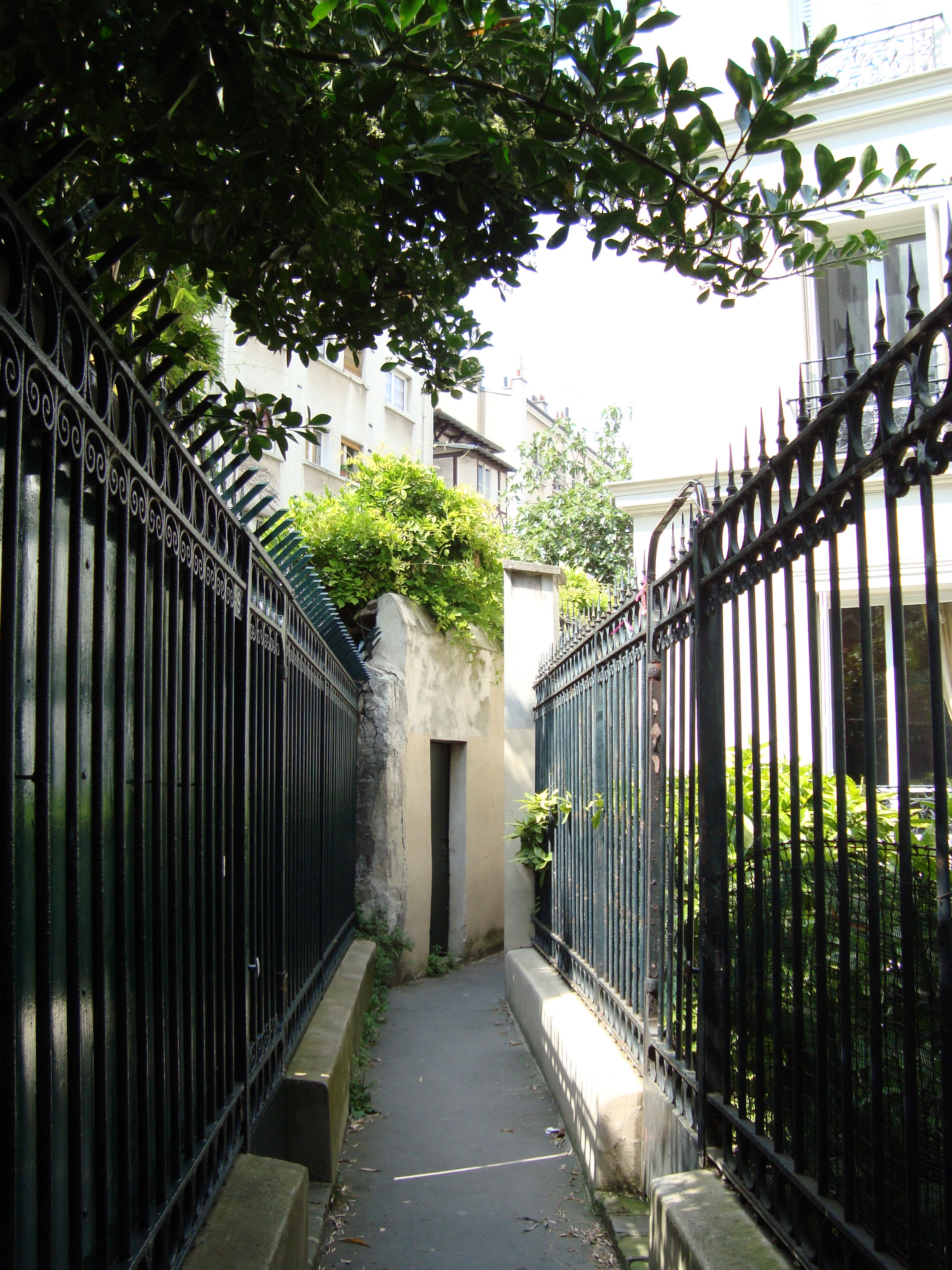
Sentier des Merisiers.

### Paris
- GRP Bois de Boulogne
- GRP Canal de l'Ourcq
- GRP du Bois de Vincennes
- GRP Traversée de Paris nos 1, 2 et 3

### Seine-et-Marne
- GRP Ceinture Verte de l'Île-de-France
- GRP de l'Orvanne
- GRP du Lunain

### Yvelines
- GRP Ceinture Verte de l'Île-de-France
- GRP des Yvelines
- GRP Hurepoix

### Essonne
- GRP Les Vallées de l'Essonne[6]
- GRP Ceinture Verte de l'Île-de-France
- GRP Vallées et Forêts Briardes
- GRP du Sud Parisien
- GRP Hurepoix

### Hauts-de-Seine
- GRP Ceinture Verte de l'Île-de-France
- GRP du Sud Parisien

### Seine-Saint-Denis
- GRP Canal de l'Ourcq
- GRP Ceinture Verte de l'Île-de-France
- GRP de Saint-Denis

### Val-de-Marne
- GRP Ceinture Verte de l'Île-de-France
- GRP des Bords de Marne
- GRP du Bois de Vincennes
- GRP du Sud Parisien
- GRP Vallées et Forêts Briardes

### Val-d'Oise
- GRP Ceinture Verte de l'Île-de-France
- GRP Vallée de l'Epte

## Normandie

### Calvados
- GRP Tour des Granitiers
- GRP Entre Vire et Bocage
- GRP Sur les Traces des Fondeurs de Cloches
- GRP Tour de la Suisse Normande

### Eure
- GRP d'Avre et d'Iton
- GRP des Forêts de Haute-Normandie
- GRP Risle - Charentonne
- GRP Tour du Pays d'Ouche

### Manche
- GRP Tour des Granitiers
- GRP Entre Vire et Bocage
- GRP Les Balcons de la Sée
- GRP Les Belvédères du Mont-Saint-Michel
- GRP Les crètes du Mortainais
- GRP les Trésors Cachés du Coutançais
- GRP Sur les Traces des Fondeurs de Cloches
- GRP Tour de la Hague
- GRP Tour du Val de Saire

### Orne
- GRP Les crètes du Mortainais
- GRP Tour de la Suisse Normande
- GRP Un Pays de Bocage

## Nouvelle-Aquitaine

### Charente
- GRP de la Mandragore
- GRP entre Angoumois et Périgord

### Charente-Maritime
- GRP de la Sylve d'Argenson
- GRP de Saintonge

### Corrèze
- GRP de la Xaintrie Blanche
- GRP de la Xaintrie Noire
- GRP de Millevaches
- GRP des Gabariers
- GRP des Gorges de la Vézère
- GRP des Monédières
- GRP du Causse Corrézien
- GRP Entre Dordogne et Ventadour
- GRP Tour du Midi Corrézien

### Creuse
- GRP des Cascades, Landes et Tourbières
- GRP Val de Creuse
- GRP des Monts de Guéret

### Dordogne
- GRP du Beaumontois
- GRP Entre Angoumois et Périgord
- GRP Entre Dordogne, Louyre et Lindois
- GRP du Pays de Fénelon

### Gironde
- GRP Tour du Bassin d'Arcachon

### Landes
- GRP Circuit des Bastides et des Landes d'Armagnac
- GRP d'Orthe
- GRP de la Haute Chalosse

### Pyrénées-Atlantiques
- GRP Tour de la Vallée d'Ossau

### Deux-Sèvres
- GRP de la Sylve d'Argenson
- GRP des Marches de Gâtine
- GRP Sud Gâtine

### Vienne
- GRP du Tour de la Brenne
- GRP de la Vienne Médiévale
- GRP des Trois Batailles de Poitiers
- GRP des Marches de Gâtine
- GRP du Tour de la Vienne Limousine

### Haute-Vienne
- GRP de la Mandragore
- GRP des Monts d'Ambazac
- GRP des Monts de Blond

## Occitanie

### Ariège
- GRP d'Olmes
- GRP Tour de la Barguillère
- GRP Tour de la Montagne d'Ax
- GRP Tour des Péric
- GRP Tour du Biros
- GRP Tour du Massif de Tabe
- GRP Tour du Pays de Donezan
- GRP Tour du Pic des 3 Seigneurs
- GRP Tour du Val de Garbet

### Aude
- GRP Ancienne frontière occitano-catalane

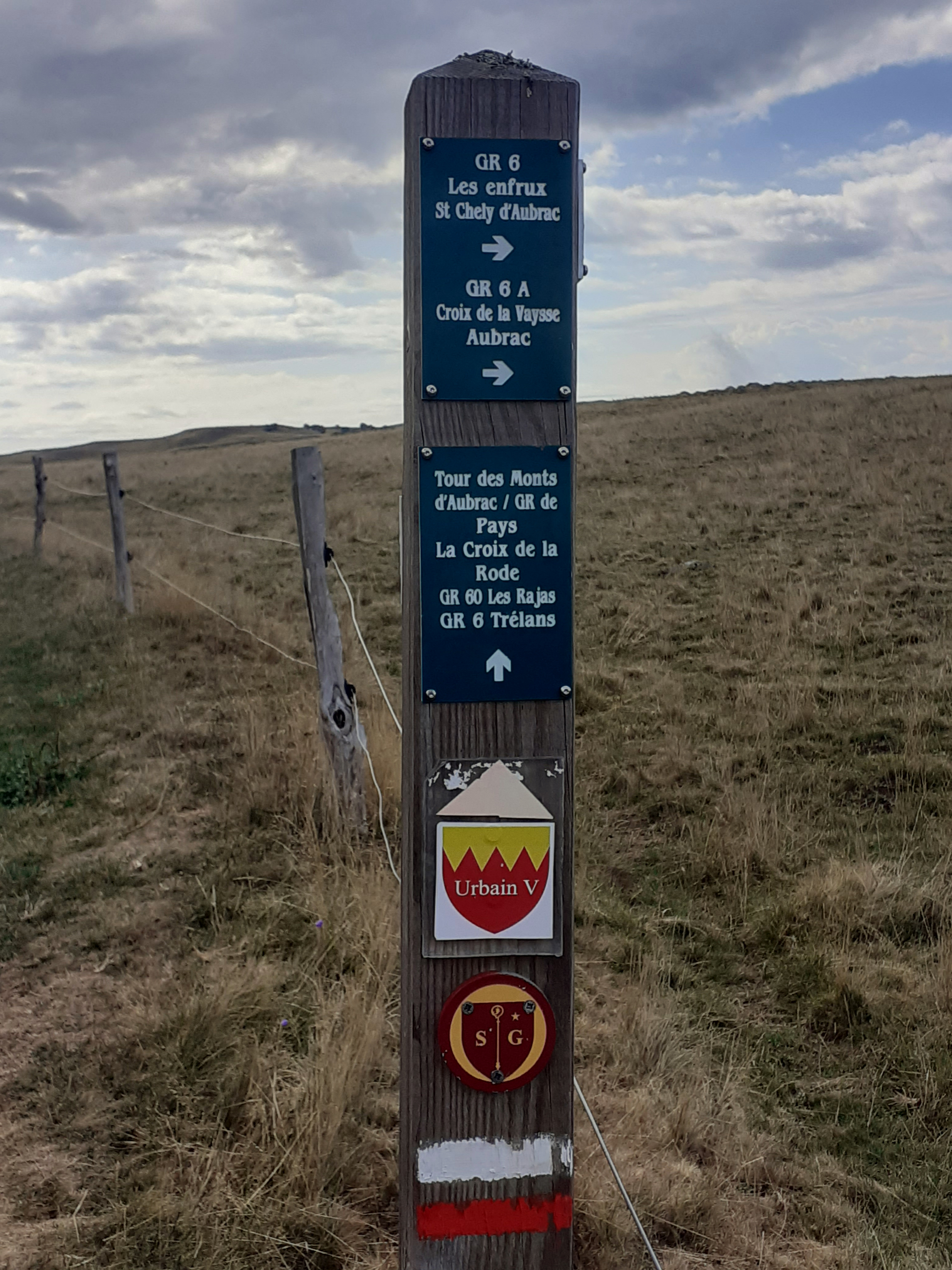
Croisement de sentiers chemin de Saint-Guilhem, chemin Urbain V et GRP Tour des Monts d'Aubrac près de Saint-Chély-d'Aubrac.

- GRP Sentier Golfe Antique
- GRP Tour des Fenouillèdes
- GRP Tour du Razès
- GRP Aude romaine et médiévale
- GRP Tours en Minervois

### Aveyron
- Sentier de grande randonnée de pays de Loze à Monteils
- GRP Grand Tour des Monts et Lacs du Lévézou
- GRP Lo Camin d'Olt
- GRP Tour des Monts d'Aubrac
- GRP Tour du Causse de Sauveterre
- GRP Tour du Larzac Méridional

### Gard
- GRP de la Vallée du Luech
- GRP Haute Vallée de la Cèze
- GRP Le Cévenol
- GRP Tour de la Haute Vallée Borgne
- GRP Tour de la Vallée du Galeizon
- GRP Tour du Larzac Méridional
- GRP Tour du Pays du Viganais

### Haute-Garonne
- GRP des Trois Vallées
- GRP Tour d'Oueil-Larboust

### Gers

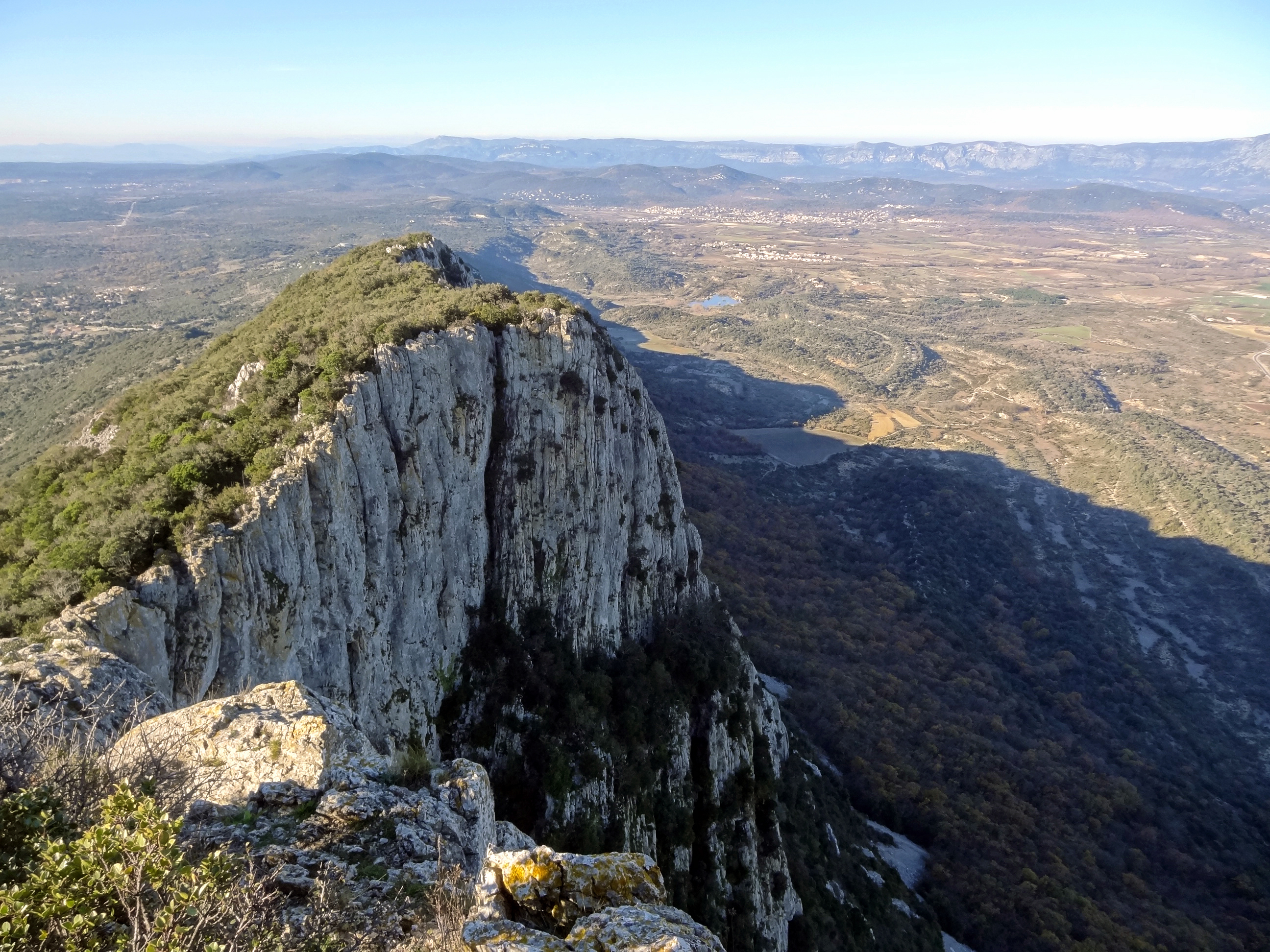
GRP Tours dans le Grand Pic Saint-Loup (Hérault).

- GRP Cœur de Gascogne

### Hérault
- GRP Haut Languedoc et Vignobles
- GRP Hautes Terres d'Oc
- GRP Tour de la Montagne du Haut Languedoc
- GRP Tour du Larzac Méridional
- GRP Tours dans le Grand Pic Saint-Loup

### Lozère
- GRP de la Vallée du Luech
- GRP de Saint-Flour
- GRP Tour de la Haute Vallée Borgne
- GRP Tour de la Margeride
- GRP Tour de la Vallée du Galeizon
- GRP Tour des Monts d'Aubrac
- GRP Tour du Causse de Sauveterre
- GRP Tour du Causse Méjean
- GRP Tour du Chassezac

### Hautes-Pyrénées
- GRP Tour des Baronnies de Bigorre
- GRP Tour du Val d'Azun

### Pyrénées-Orientales

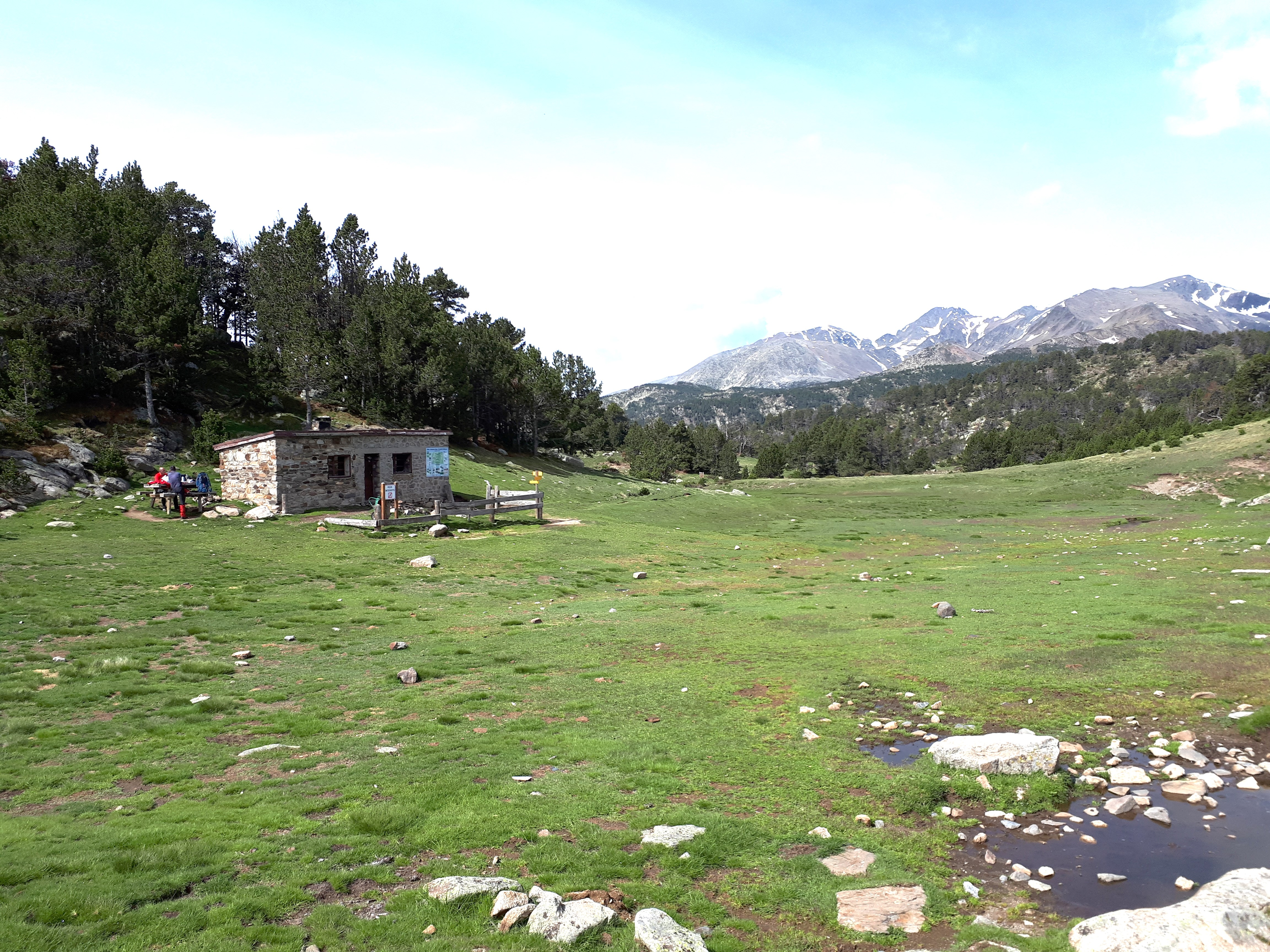
Cabane de la Balmeta, sur le GRP Tour du Capcir et sur le GRP Tour des Péric. Au fond : les sommets du massif du Carlit.

- GRP Ancienne frontière occitano-catalane
- GRP Tour des Péric
- GRP Ronde du Canigou
- GRP Tour de Capcir
- GRP Tour de Cerdagne
- GRP Tour des Fenouillèdes
- GRP Tour des Réserves Naturelles
- GRP Tour du Canigou
- GRP Tour du Carlit
- GRP Tour du Vallespir

### Tarn
- GRP Cordes - Penne - Coustous
- GRP de Lisle à Sivens
- GRP de Midi-Quercy
- GRP des Gorges du Viaur
- GRP Haute Vallée du Thoré
- GRP Hautes Terres d'Oc
- GRP Tour de la Montagne du Haut Languedoc

### Tarn-et-Garonne
- GRP de Loze à Monteils
- GRP de Midi-Quercy
- GRP Quercy - Pays de Serres

## Pays de la Loire

### Loire-Atlantique
- GRP des Trois Rivières
- GRP Pays Nantais
- GRP Sèvre et Maine
- GRP Tour de Brière
- GRP Tour du Lac de Grand-Lieu

### Maine-et-Loire
- GRP des Basses Vallées Angevines
- GRP Coteaux du Layon et de la Loire
- GRP Saumur Val-de-Loire[7]
- GRP de l'Evre et de l'Hyrôme[8]

### Mayenne
- GRP du Mont des Avaloirs[9],[10]
- GRP Les Marches de Bretagne
- GRP Un Pays de Bocage

### Sarthe
- GRP Vallée du Loir

### Vendée
- GRP de Pouzauges
- GRP entre Vie et Yon
- GRP Sèvre et Maine
- GRP Sud Gâtine
- GRP Tour du Pays de Mélusine
- GRP Tour du Pays Yonnais

## Provence-Alpes-Côte d'Azur

### Alpes-de-Haute-Provence
- GRP Circuit des 4 Lacs
- GRP Grande Traversée des Préalpes
- GRP la Frontière Fortifiée
- GRP Petit Tour du Bric de Rubren
- GRP Petit Tour du Chambeyron
- GRP Tour de l'Oronaye
- GRP Tour de la Font Sancte
- GRP Tour de la Montagne de Lure
- GRP Tour de Sautron

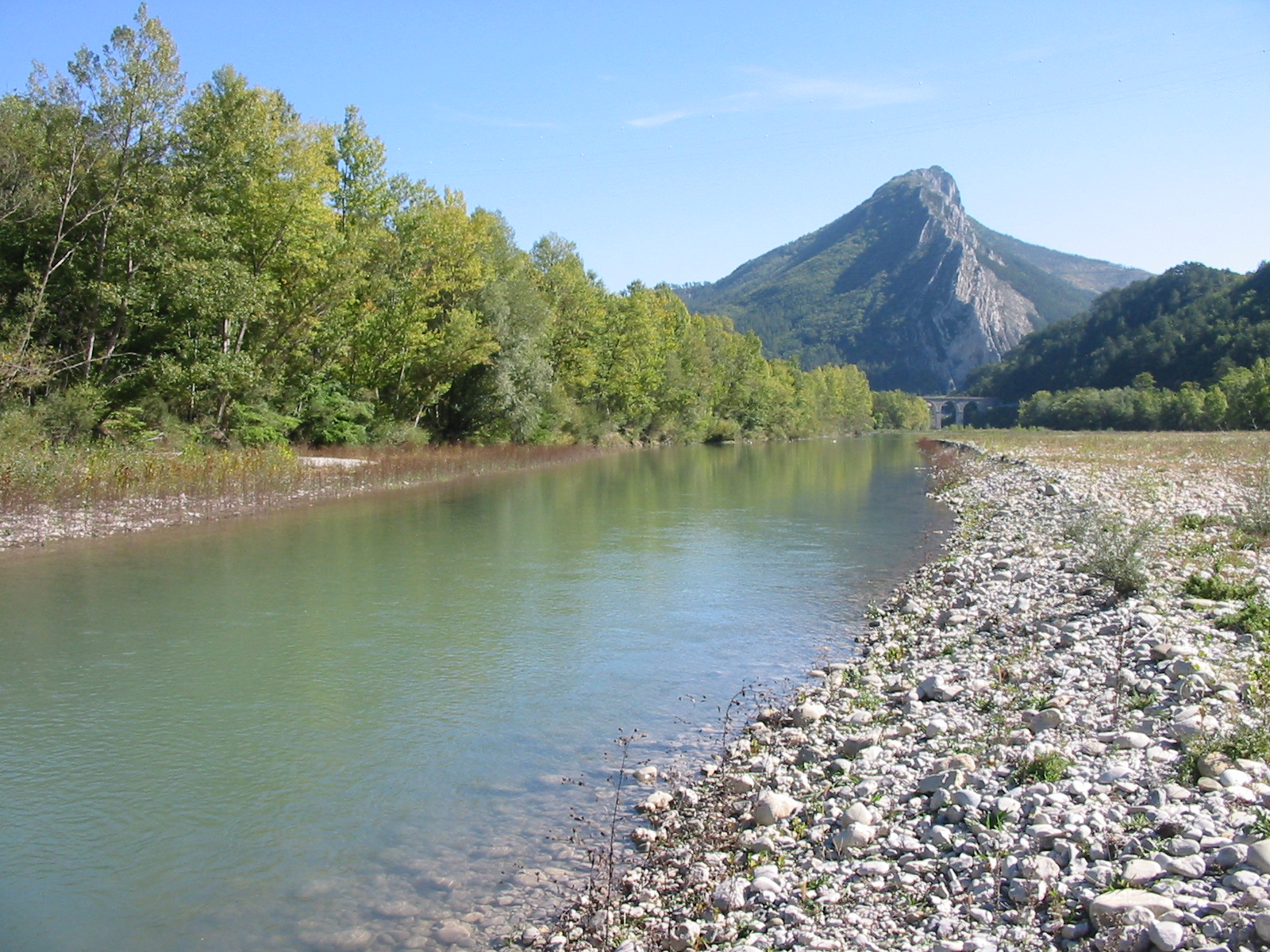
Le Buëch à l'amont de Sisteron.

- GRP Tour des Balcons du Verdon et Plateau de Valensole
- GRP Tour du Bric de Rubren
- GRP Tour du Chambeyron
- GRP Tour du Haut-Verdon
- GRP Tour du Lac d'Esparron
- GRP Tour du Lac de Serre-Ponçon
- GRP Tour du Buëch
- GRP Tour du Soubeyran
- GRP Tour du Sud de Buëch-Méouge
- GRP Tour du Lac de Sainte-Croix
- GRP Vallée de la Vaire

### Hautes-Alpes
- GRP Entre Céüse et Durance
- GRP Grande Traversée des Préalpes
- GRP Tour de la Dent de Ratier
- GRP Tour de la Font Sancte
- GRP Tour des Baronnies provençales
- GRP Tour du Buëch
- GRP Tour du Dévoluy
- GRP Tour du Lac de Serre-Ponçon
- GRP Tour du Mont-Thabor
- GRP Tour du Pain de Sucre
- GRP Tour du Vieux Chaillol

### Alpes-Maritimes
- GRP Les Collines de Nice

### Bouches-du-Rhône
- GRP Marseille Provence Métropole
- GRP Sentier Provence, Mines d'Énergies
- GRP Montagne Sainte Baume

### Var
- GRP Marseille Provence Métropole
- GRP Boucle de la Sainte Baume
- GRP Tour du Lac d'Esparron
- GRP Tour du Lac de Sainte-Croix
- GRP Tour de l'Artuby
- GRP Villages Perchés de Haute Siagne

### Vaucluse
- GRP des Dentelles de Montmirail
- GRP du Massif d'Uchaux
- GRP Tour des Baronnies provençales
- GRP Tour des Claparèdes
- GRP des Monts de Vaucluse
- GRP des Monts de Vaucluse
- Tour du Massif du Ventoux - Les Gorges de la Nesque et le Mur de la Peste
- Tour du Massif de Rasteau